# Simson SR4-2
Simson SR4-2 Star – drugi model Simsona z serii SR4. W zasadzie to kolejny ptak, gdyż nazwa Star oznacza Szpak. Był produkowany od 1964 do 1975 roku w dwóch wersjach, jako pierwszy w rodzinie motorowerów Simson motorower dwuosobowy.
W czasach swojej świetności posiadał silnik o niemałej wtedy mocy – 3,4 KM. Zastosowano w nim nowy sposób chłodzenia silnika: przy pomocy dmuchawy promieniowej zamocowanej na kole magnesowym prądnicy, a to w związku z unifikacją z produkowanym również od 1964 r. skuterem KR51.
Spalanie nie było zbyt niskie, ponieważ wynosiło około 3l. Zmniejszyło się ono w ulepszonej wersji (SR4-2/1) produkowanej 4 lata po premierze pierwszego modelu. Simsonów SR4-2 powstało razem ponad milion sztuk.

## Modele Simsona SR4-1
- SR4-2 (1964-1967, 505 800 sztuk) – wersja wyposażona w instalacje 6 woltową, silnik 3,4 -konny, kickstarter, lusterko i kierunkowskazy przy manetkach
- SR4-2/1 (1968-1975, 505.800 sztuk) – wersja różniła się od starszej wersji nowszym silnikiem M53/1 KF i mniejszym spalaniem o 10%

## Podstawowe dane techniczne

### SR4-2
- Silnik spalinowy – dwusuwowy, jednocylindrowy typ M53 KF
- Moc – 2,5 kW (3,4 KM) przy 6500 obr./min
- Moment obrotowy – ~4,5 Nm przy 4500 obr./min
- Zużycie paliwa – 3l/100km
- Prędkość maksymalna – 60 km/h
- Średnica cylindra 40 mm
- Skok tłoka 39,5 mm
- Skrzynia biegów o 3 przełożeniach
- Przeniesienie napędu – łańcuch
- Instalacja elektryczna 6 V
- Hamulce – bębnowe
- Masa – 73,5 kg

### SR4-2/1
- Silnik spalinowy – dwusuwowy, jednocylindrowy typ M53/1 KF
- Moc – 2,5 kW (3,4 KM) przy 6500 obr./min
- Moment obrotowy – ~4,5 Nm przy 4500 obr./min
- Zużycie paliwa – 2,8l/100km
- Prędkość maksymalna – 60 km/h
- Średnica cylindra 40 mm
- Skok tłoka 39,5 mm
- Skrzynia biegów o 3 przełożeniach
- Przeniesienie napędu – łańcuch
- Instalacja elektryczna 6 V
- Hamulce – bębnowe
- Masa – 73,5 kg